# Procession (Gerhard Remisch)
Pour les articles homonymes, voir Procession.
La Procession est un vitrail de l'artiste allemand Gerhard Remisch, aujourd'hui exposé au Victoria and Albert Museum.

## Description

### Historique
Créé entre 1525 et 1526 par Gerhard Remisch pour l'abbaye de Steinfeld, le vitrail est déifinitivement retiré du cloître en 1785, à cause de troubles dans la région. Lorsque l'abbaye est dissoute en 1802, il est vendu par un négociant local aux barons Brownlow (en) qui l'exposent en leur demeure d'Ashridge (en). C'est en 1928 qu'Ernest E. Cook l'acquiert pour le  Victoria and Albert Museum à Londres.

### Composition
Ce vitrail représente une procession religieuse, menée par le comte Dietrich von Hochsteden (premier plan, de dos en rouge), le descendant du comte Sibodo von Hochstaden, le fondateur laïc de l'abbaye de Steinfeld. Devant lui, un groupe de chanoines porte un objet intimement lié à l'histoire du monastère, le reliquaire de Potentinus, facilement identifiable. L'inscription latine présente en bas à droite, Theodoricvs de Hochstede comes de aere restavrator hvivs monaster, rappelle que l'homme agenouillé, le comte Dietrich von Hochsteden (Theodoric) a fait restaurer l'abbaye. Celle-ci est matérialisée par quelques arcades en arrière plan.